# Fergus Anderson
Fergus Anderson (Croydon, 9 febbraio 1909 – Floreffe, 6 maggio 1956) è stato un pilota motociclistico britannico, due volte campione del mondo nella classe 350 del motomondiale.

## Carriera
La sua carriera nel motociclismo si è svolta soprattutto nel primo dopoguerra e già nel 1947 si era aggiudicato le prime gare con la vittoria ad esempio nel Gran Premio motociclistico di Svizzera (quell'anno valevole anche come Gran Premio d'Europa) in classe 350 e accompagnata da due podi in 250 e 500; nel 1948 ha continuato nei suoi successi.
La sua carriera nel motomondiale è stata strettamente legata a quella della Moto Guzzi sulle cui motociclette correrà dal motomondiale 1949 a quello del 1954 conquistando i suoi due allori mondiali.
L'esordio avvenne nel GP di Svizzera del 1949 in Classe 250; in questa classe due delle sue vittorie sono state conseguite nelle edizioni del Tourist Trophy dell'Isola di Man svoltesi nel 1952 e 1953; la terza in Svizzera.
Corse alcuni Gran Premi anche nella Classe 500, riuscendo anche a conquistare due vittorie, una sempre in Svizzera e la seconda in Spagna.
La classe in cui ottenne più successi fu comunque la Classe 350, con 7 vittorie in due anni.
Si ritirò al termine della stagione 1954, ma due anni dopo, nel 1956, accettò una nuova offerta da parte della BMW per tornare a correre. Durante una competizione in Belgio nei pressi di Floreffe, perse il controllo del veicolo a due chilometri dal traguardo e impattò contro un muro, perdendo la vita.

## Risultati nel motomondiale

### Classe 250
| 1949 | Classe | Moto       |  |   |    |    |  |  |  |  |  | Punti | Pos. |
| ---- | ------ | ---------- |  | - | -- | -- |  |  |  |  |  | ----- | ---- |
| 1949 | 250    | Moto Guzzi |  | 3 | NE | NE |  |  |  |  |  | 8     | 9º   |

| 1950 | Classe | Moto       |   |    |    |   |   |   |  |  |  | Punti | Pos. |
| ---- | ------ | ---------- | - | -- | -- | - | - | - |  |  |  | ----- | ---- |
| 1950 | 250    | Moto Guzzi | - | NE | NE | - | - | 2 |  |  |  | 6     | 3º   |

| 1951 | Classe | Moto       |    |   |   |    |    |   |   |   |  | Punti | Pos. |
| ---- | ------ | ---------- | -- | - | - | -- | -- | - | - | - |  | ----- | ---- |
| 1951 | 250    | Moto Guzzi | NE | - | - | NE | NE | 4 | - | - |  | 3     | 8º   |

| 1952 | Classe | Moto       |   |   |   |    |   |   |   |    |  | Punti | Pos. |
| ---- | ------ | ---------- | - | - | - | -- | - | - | - | -- |  | ----- | ---- |
| 1952 | 250    | Moto Guzzi | 1 | 1 | 3 | NE | - | - | 3 | NE |  | 24    | 2º   |

| 1953 | Classe | Moto       |   |   |    |   |    |   |   |   |   | Punti | Pos. |
| ---- | ------ | ---------- | - | - | -- | - | -- | - | - | - | - | ----- | ---- |
| 1953 | 250    | Moto Guzzi | 1 | 2 | NE | - | NE | 3 | 3 | - | 3 | 22    | 4º   |

| 1954 | Classe | Moto       |   |   |   |    |   |   |   |   |    | Punti | Pos. |
| ---- | ------ | ---------- | - | - | - | -- | - | - | - | - | -- | ----- | ---- |
| 1954 | 250    | Moto Guzzi | - | 5 | - | NE | - | - | - | - | NE | 2     | 15º  |

| Legenda | 1º posto        | 2º posto            | 3º posto            | A punti      | Senza punti        | Grassetto – Pole position Corsivo – Giro più veloce |
| Legenda | Gara non valida | Non qual./Non part. | Ritirato/Non class. | Squalificato | '-' Dato non disp. | Grassetto – Pole position Corsivo – Giro più veloce |

### Classe 350
| 1953 | Classe | Moto       |   |   |   |    |   |   |   |   |    | Punti | Pos. |
| ---- | ------ | ---------- | - | - | - | -- | - | - | - | - | -- | ----- | ---- |
| 1953 | 350    | Moto Guzzi | 3 | - | 1 | NE | 1 | - | 1 | 2 | NE | 30    | 1º   |

| 1954 | Classe | Moto       |   |     |  |   |   |     |   |   |   | Punti | Pos. |
| ---- | ------ | ---------- | - | --- |  | - | - | --- | - | - | - | ----- | ---- |
| 1954 | 350    | Moto Guzzi | - | Rit |  | 2 | 1 | Rit | 1 | 1 | 1 | 38    | 1º   |

| Legenda | 1º posto        | 2º posto            | 3º posto            | A punti      | Senza punti        | Grassetto – Pole position Corsivo – Giro più veloce |
| Legenda | Gara non valida | Non qual./Non part. | Ritirato/Non class. | Squalificato | '-' Dato non disp. | Grassetto – Pole position Corsivo – Giro più veloce |

### Classe 500
| 1949 | Classe | Moto       |  |     |  |     |  |  |  |  |  | Punti | Pos. |
| ---- | ------ | ---------- |  | --- |  | --- |  |  |  |  |  | ----- | ---- |
| 1949 | 500    | Moto Guzzi |  | Rit |  | Rit |  |  |  |  |  | 0     |      |

| 1950 | Classe | Moto       |  |  |  |  |  |     |  |  |  | Punti | Pos. |
| ---- | ------ | ---------- |  |  |  |  |  | --- |  |  |  | ----- | ---- |
| 1950 | 500    | Moto Guzzi |  |  |  |  |  | Rit |  |  |  | 0     |      |

| 1951 | Classe | Moto       |     |   |  |     |     |   |  |  |  | Punti | Pos. |
| ---- | ------ | ---------- | --- | - |  | --- | --- | - |  |  |  | ----- | ---- |
| 1951 | 500    | Moto Guzzi | Rit | 1 |  | Rit | Rit | 7 |  |  |  | 8     | 7º   |

| 1953 | Classe | Moto       |  |     |   |    |  |  |  |     |   | Punti | Pos. |
| ---- | ------ | ---------- |  | --- | - | -- |  |  |  | --- | - | ----- | ---- |
| 1953 | 500    | Moto Guzzi |  | Rit | 7 | NE |  |  |  | Rit | 1 | 8     | 9º   |

| 1954 | Classe | Moto       |  |     |    |     |   |   |     |   |     | Punti | Pos. |
| ---- | ------ | ---------- |  | --- | -- | --- | - | - | --- | - | --- | ----- | ---- |
| 1954 | 500    | Moto Guzzi |  | Rit | AN | Rit | 2 | 5 | Rit | 9 | Rit | 8     | 7º   |

| 1955 | Classe | Moto       |  |  |  |  |     |  |  |  |  | Punti | Pos. |
| ---- | ------ | ---------- |  |  |  |  | --- |  |  |  |  | ----- | ---- |
| 1955 | 500    | Moto Guzzi |  |  |  |  | Rit |  |  |  |  | 0     |      |

| Legenda | 1º posto        | 2º posto            | 3º posto            | A punti      | Senza punti        | Grassetto – Pole position Corsivo – Giro più veloce |
| Legenda | Gara non valida | Non qual./Non part. | Ritirato/Non class. | Squalificato | '-' Dato non disp. | Grassetto – Pole position Corsivo – Giro più veloce |